# Soleminis
Soleminis ist eine italienische Gemeinde (comune) mit 1873 Einwohnern (Stand 31. Dezember 2023) in der Metropolitanstadt Cagliari auf Sardinien. Die Gemeinde liegt etwa 16 Kilometer nordnordöstlich von Cagliari.

## Verkehr
Durch die Gemeinde führt die Strada Statale 387 del Gerrei von Cagliari nach Muravera. Der Bahnhof von Soleminis wird von Zügen auf der Bahnstrecke Monserrato–Isili (Schmalspurbahn 950 mm) bedient.